# Frieze d/e
Frieze d/e war eine vierteljährlich erscheinende deutsche Kunstzeitschrift.
Frieze d/e wurde von 2011 bis 2016 unter dem Titel "Frieze d/e : zeitgenössische Kunst und Kultur in Deutschland, Österreich und der Schweiz" veröffentlicht. Sie war ein Ableger des internationalen Magazins für zeitgenössische Kunst Frieze und wurde herausgegeben von Jörg Heiser und Mareike Dittmer mit eigener Redaktion. Erste Chefredakteurin wurde Jennifer Allen. Letzter Chefredakteur war Dominikus Müller. Frieze d/e war ein bilinguales Kunstmagazin, wobei das d/e im Titel für Deutsch/Englisch stand. Herausgegeben wurde die Kunstzeitschrift in Berlin. Frieze d/e zeigte einen umfassenden Blick in das zeitgenössische Kunst- und Kulturgeschehen in Deutschland, Österreich und der Schweiz und erschien vierteljährlich.